# Camponotus geayi
Camponotus geayi är en myrart som beskrevs av Santschi 1922. Camponotus geayi ingår i släktet hästmyror, och familjen myror. Inga underarter finns listade.